# Teleki Ralph
Széki gróf Teleki Ralph (Brassó, 1890. május 10. – Stockholm, 1982. május 1.) magyar grafikus és festő. 1921-ben költözött a nagybányai művésztelepre, s az 1930-as évek közepéig működött ott, a nagybányai harmadik nemzedék jeles képviselője.

## Életpályája
Teleki Arvéd és Teleki Izabella fia. Párizsban tanult Paul Baudin freskófestőnél az 1910-es évek elején, később Bécsben folytatott tanulmányokat az ottani iparművészeti főiskolán, mestere Berthold Löffler volt. 1921 nyarán már Nagybányára költözött, s látogatta két éven keresztül az ottani Szabadiskolát, munkáit Thorma János korrigálta, két év után önállóan dolgozott. Az 1920-as évek közepén látogatta a budapesti Képzőművészeti Főiskolát, ott Olgyai Viktor volt a mestere. A nagybányai festőkkel állította ki műveit Erdély nagy városaiban, sőt Bukarestben is. Az 1930-as évek közepén állított ki a budapesti Nemzeti Szalonban, 1939-ben saját budapesti műterme helyiségében mutatta be kollekcióját. Többnyire grafikákat, mert a grafikai műfaj volt, ami elsősorban érdekelte meg a murális festészet. Nagy képekre kevés megrendelés adódott, Ősvilág c. nagyméretű vászna elpusztult a második világháború alatt.
Valójában a nagybányai művésztelep inspirálta őt a képfestésre, a természet ottani szépségei és a kolónia lelkes tevékenysége. Természeti és figurális képeket festett. Nagybányán ő is szívesen festette a túl színes képeket, bár az erős kolorit szétesővé tette olykor az alkotásokat. Később színezése visszafogottabb lett, s művei finom tónust, egységet és levegősséget sugároztak. Színvilága és témaválasztása a nagybányaiak közt Ziffer Sándor művészetével rokonítja az övét. Az 1956-os forradalom bukása után Svédországba menekült, Stockholmban halt meg 1982-ben.

## Egyéni kiállítások (válogatás)[3]
- Műteremkiállítás, Nagybánya (1927)
- Római katolikus Gimnázium, Kolozsvár (1930)
- Hivatalos Szalon (Salon Oficial), Bukarest (1931)
- Nemzeti Szalon, Budapest (1935)
- Műterme, Budapest (1939)

## Műveiből
- Nagybányai táj (1910)[4]
- Parkrészlet (festmény)[5]
- Téli jelenet (festmény)[6]
- Ősvilág (freskó)1945 előtti, elpusztult